# Porra antequerana
La porra antequerana fait partie de la famille du gaspacho (une soupe froide) originaire d'Andalousie, dans le sud de l'Espagne. La porra antequerana est composée de tomates et de pain sec. Comme elle est beaucoup plus épaisse que ses cousins culinaires, le gaspacho et le salmorejo, elle est plus souvent servie comme tapas et non comme plat. Comme toutes les soupes de cette famille, il peut y avoir des variations dans la recette. Le mot antequerana vient de la ville d'Antequera. La porra est un type de massue ou de matraque et l'utilisation du mot dans le nom du plat fait probablement référence à sa préparation traditionnelle avec un mortier et un pilon.
La recette originale était servie chaude avec du pain, des tomates, des légumes, de l'huile d'olive, de l'ail, des œufs durs, du jambon et tout ce que les paysans pouvaient avoir sous la main. Ces ingrédients étaient réduits en purée à l'aide d'un mortier (porra). La soupe a ensuite commencé à être servie froide, principalement sous forme de tapa. Elle peut avoir de nombreuses variantes, comme par exemple être servie avec du thon sur le dessus.